# Patrick van Balkom
Patrick Petrus Marinus van Balkom (Waalwijk, 14 september 1974), is een voormalige Nederlandse sprinter. Hij verzamelde gedurende zijn atletiekloopbaan zeventien nationale titels en nam eenmaal deel aan de Olympische Spelen, maar behaalde hierbij geen medailles.

## Biografie

### Eerste successen
Van Balkom begon op zijn twaalfde jaar met atletiek bij DAK in Drunen. Zijn aanleg voor de sprint bleek direct, maar in het begin beoefende hij ook andere onderdelen, zoals ver- en hoogspringen. In 1991 deed hij mee aan de Jeugd Olympische Dagen en kwam hij in de finale van de 100 m. In 1993 werd Van Balkom Nederlands jeugdkampioen op zowel de 100 m als de 200 m.
In 1996 stapte hij over naar trainer Peter Verlooy. Dankzij deze samenwerking haalde hij de Europese indoorkampioenschappen, werd hij Nederlands indoorkampioen bij de senioren (200 m) en Nederlands outdoorkampioen op de 100 en 200 m.

### Eremetaal op diverse WK's
In 1999 won Patrick van Balkom zilver op de 200 m bij de universiade in Palma de Mallorca. Ook won hij een bronzen medaille op deze afstand tijdens de wereldindoorkampioenschappen in 2001.
In 2003 won hij brons op de WK Indoor in Birmingham op de 200 m. Samen met Caimin Douglas, Timothy Beck en Troy Douglas veroverde hij daarna opnieuw een bronzen medaille op de 4 x 100 m estafette tijdens de wereldkampioenschappen in 2003. Dit zette de Nederlandse atletiekwereld op zijn kop. Door deze prestatie werden ze verkozen tot sportploeg van het jaar. Overigens was het Nederlandse viertal aanvankelijk op de vierde plaats en (dus buiten de medailles) geëindigd. Driekwart jaar later bleek echter, dat Dwain Chambers verboden middelen had gebruikt. De gehele Engelse ploeg werd vervolgens gediskwalificeerd, waarna het brons werd toegekend aan het Nederlandse viertal.

### OS 2004
In 2004 vertegenwoordigde Van Balkom Nederland op de Olympische Spelen van Athene. In dezelfde samenstelling als het jaar ervoor op de WK nam het Nederlandse team deel aan de 4 x 100 m estafette. De wissel tussen Van Balkom en Caimin Douglas ging echter mis. Van Balkom tikte tweemaal met het stokje tegen de hand van Douglas. "Kennelijk te zacht, kennelijk niet goed, want hij had hem niet", huilde Van Balkom.
Patrick van Balkom woont samen en was aangesloten bij de Utrechtse atletiekvereniging Hellas. Op 3 september 2006 liep hij zijn laatste wedstrijd tijdens de Arena Games in Hilversum.

## Nederlandse kampioenschappen
Outdoor
| Onderdeel | Jaar                         |
| --------- | ---------------------------- |
| 100 m     | 1996, 1997, 1998             |
| 200 m     | 1996, 1998, 1999, 2000, 2003 |

Indoor
| Onderdeel | Jaar                                     |
| --------- | ---------------------------------------- |
| 60 m      | 1997, 2000                               |
| 200 m     | 1996, 1997, 1999, 2001, 2002, 2003, 2004 |

## Persoonlijke records
Outdoor
| Onderdeel | Prestatie       | Datum            | Plaats    |
| --------- | --------------- | ---------------- | --------- |
| 100 m     | 10,23 s         | 19 juli 1998     | Tel Aviv  |
| 150 m     | 15,46 s         | 1 mei 1999       | Lisse     |
| 200 m     | 20,36 s (ex-NR) | 27 juni 1999     | Apeldoorn |
| 300 m     | 33,17 s         | 1 mei 1999       | Lisse     |
| 400 m     | 46,50 s         | 31 augustus 2002 | Utrecht   |

Indoor
| Onderdeel | Prestatie    | Datum            | Plaats   |
| --------- | ------------ | ---------------- | -------- |
| 50 m      | 5,93 s       | 25 januari 1997  | Zwolle   |
| 60 m      | 6,70 s       | 22 februari 1997 | Den Haag |
| 200 m     | 20,77 s (NR) | 9 maart 2001     | Lissabon |

## Prestatieontwikkeling
| Jaar | 100 m   | 200 m   |
| ---- | ------- | ------- |
| 1995 | 10,62 s |         |
| 1997 | 10,61 s |         |
| 1998 | 10,23 s | 20,37 s |
| 1999 | 10,29 s | 20,36 s |
| 2000 | 10,24 s | 20,36 s |
| 2001 | 10,37 s | 20,36 s |
| 2002 | 10,60 s | 21,17 s |
| 2003 | 10,38 s | 20,89 s |
| 2004 | 10,60 s | 20,91 s |
| 2005 | 10,74 s | 21,28 s |

## Onderscheidingen
- Sportploeg van het jaar (4 × 100 m) - 2003